# The Farm 51
The Farm 51 — польська компанія з видання та розробки комп'ютерних відеоігор. Заснована у 2005 році трьома ветеранами галузі: Войцехом Паздуром, Камілем Більчинським (обидва раніше працювали над серією Painkiller у People Can Fly) та Робертом Сейком — колишнім президентом 3D Magazine. Спочатку компанія отримала аутсорсинг контрактів, що працюють на інших студіях, але потім зібрали достатньо інтелектуальної власності, щоб отримати фінансування від 1C на розробку власних ігор. У 2009 році компанія випустила першу гру NecroVisioN, а потім її приквел — NecroVisioN: Lost Company.

## Розроблені ігри
- 2007 — Time Ace (Nintendo DS)
- 2009 — NecroVisioN (PC)
- 2010 — NecroVisioN: Lost Company (PC)
- 2012 — Painkiller: Hell & Damnation (Linux. PC, Mac OS X, PS3, Xbox 360)
- 2013 — Deadfall Adventures (Linux, PC, Xbox 360, PS3)
- 2016 — Chernobyl VR Project (PS4, PS VR)
- 2017 — Get Even (PC, PS4, Xbox One)
- 2018 — World War 3 (PC)
- 2021 — Chernobylite (PC, PS4, Xbox One, PS5, XS)